# غليندة
غليندة (اشتورمارن) (بالألمانية: Glinde, Schleswig-Holstein) هي بلدة ألمانية تقع في ألمانيا في شليسفيغ هولشتاين.  يقدر عدد سكانها بـ 16,093 نسمة .

## توأمة
لغليندة اتفاقيات توأمة مع:
- كابوشفار

## أعلام
- كلاوس ستورمير